# Xbox Cloud Gaming
Xbox Cloud Gaming (formalmente anunciado como Project xCloud e anteriormente conhecido como xCloud) é um serviço de jogos em nuvem fornecido pela Microsoft. Inicialmente lançado em teste beta em novembro de 2019, o serviço foi lançado posteriormente para assinantes do Xbox Game Pass Ultimate em 30 de setembro de 2021. Os jogos em nuvem do Xbox Game Pass são fornecidos aos assinantes da versão Ultimate sem custo adicional.

## Disponibilidade

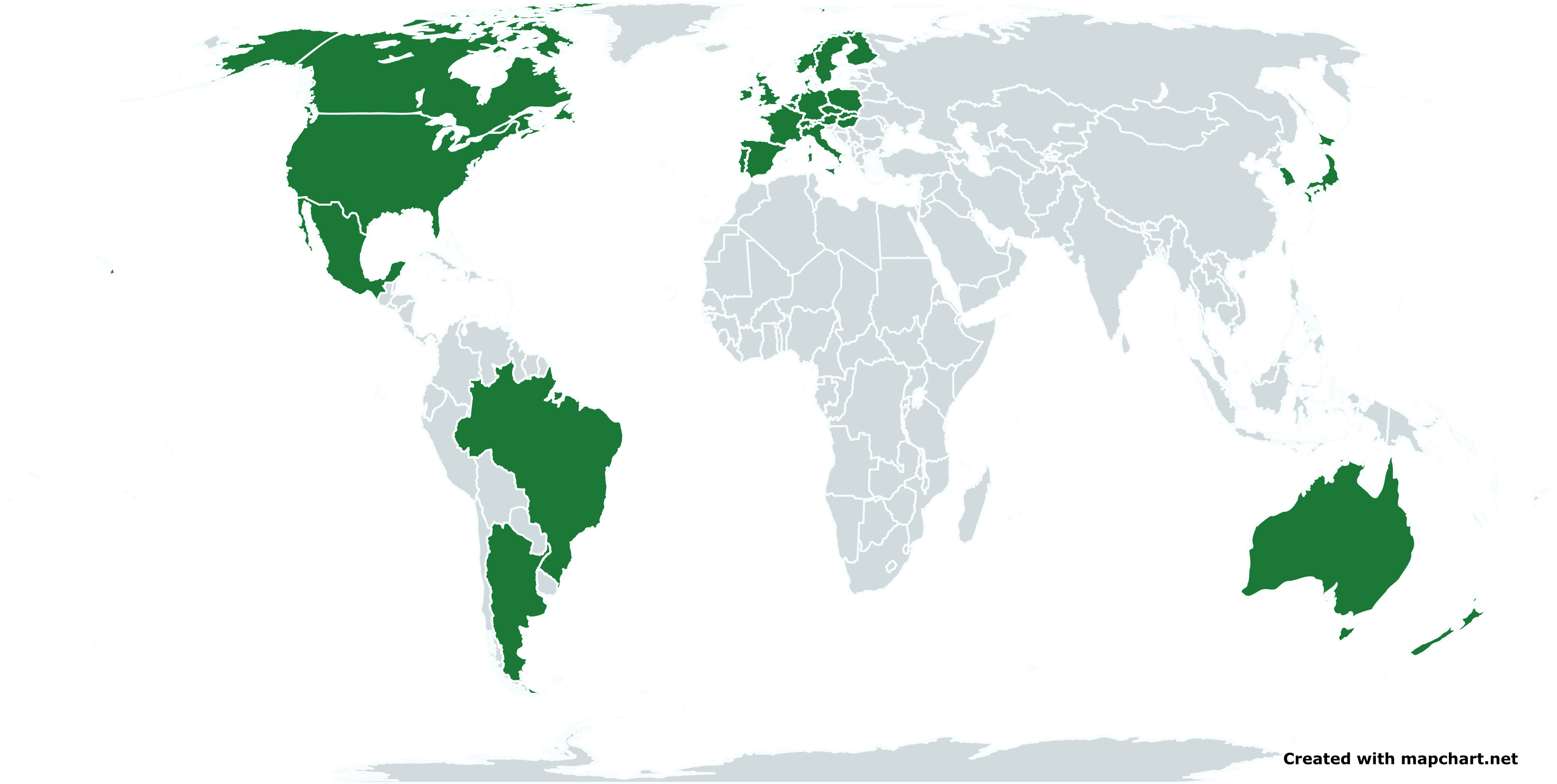
Disponibilidade dos serviços de Cloud Gaming da Xbox representado em um mapa. (Dezembro - 2023)

O xCloud está disponível nos seguintes 26 países: Alemanha, Austrália, Áustria, Bélgica, Brasil, Canadá, Coreia do Sul, Dinamarca, República Tcheca, Finlândia, França, Hungria, Japão, Irlanda, Itália, Holanda, Noruega, México, Polônia, Portugal, Eslováquia, Espanha, Suécia, Suíça, o Reino Unido e os Estados Unidos. Em 2020, a Microsoft informou que planeja adicionar mais países ao longo do tempo. 

## Jogos
A compatibilidade com versões anteriores do Xbox Series X permite que o xCloud retenha a biblioteca existente de jogos do Xbox enquanto adiciona novos jogos do Xbox Series X. A Xbox Game Pass Library lista atualmente 264 jogos habilitados para nuvem. A lista inclui Halo: The Master Chief Collection, Forza Horizon 5, Forza Horizon 4, The Outer Worlds e Yakuza Kiwami 2.
Hellblade: Senua's Sacrifice é o primeiro jogo que suporta controles de toque total.

## Desenvolvimento

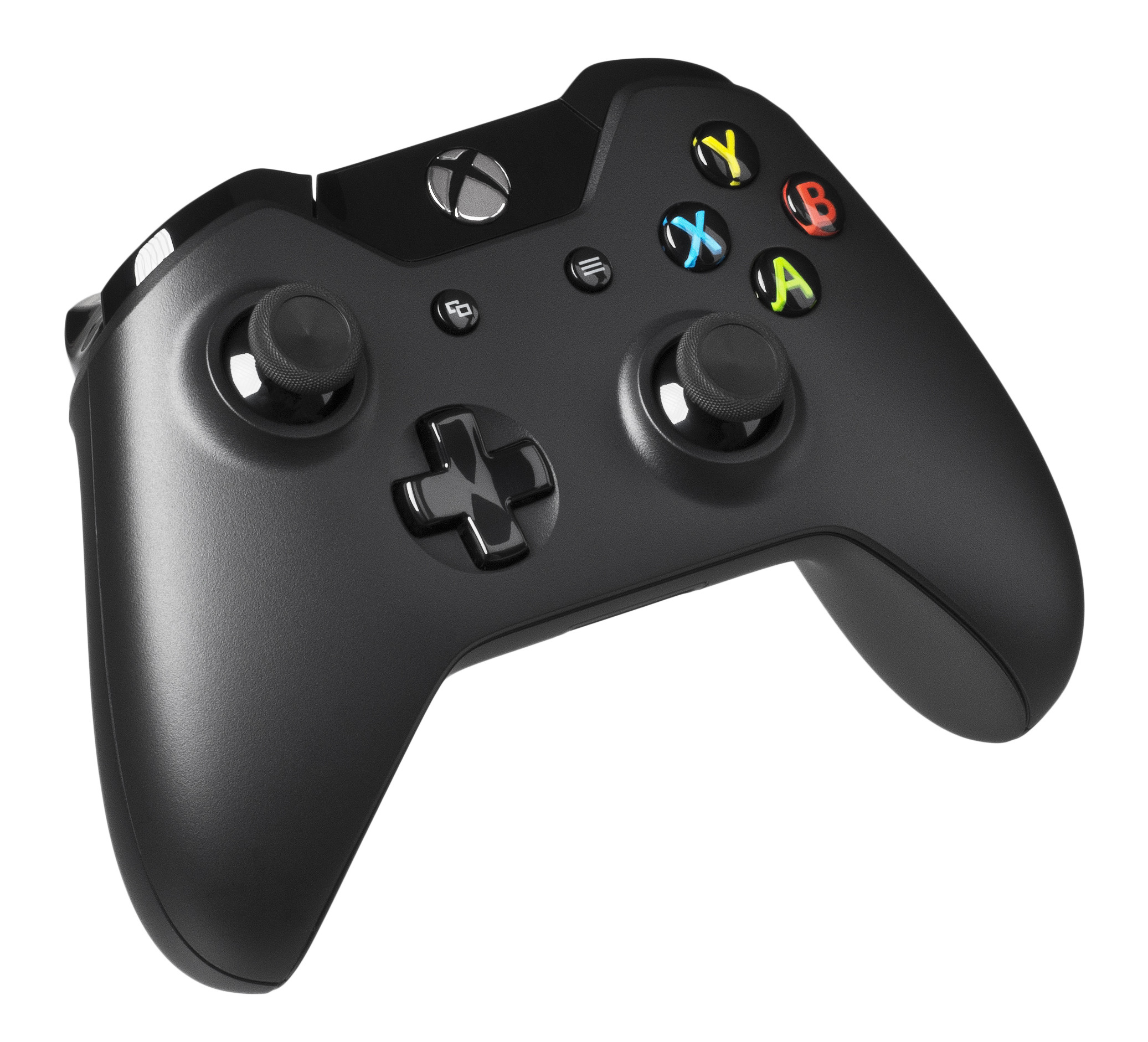
Xbox Wireless Controller

A Microsoft lançou o serviço na E3 2018 e anunciou formalmente o Project xCloud vários meses depois, em outubro de 2018. Eles demonstraram o serviço em março de 2019 com o jogo de corrida Forza Horizon 4 em um smartphone Android com o controle do Xbox One. Phil Spencer, chefe do Xbox, usou um servidor privado durante esse período para testar jogos em uma conexão remota. O serviço entrou em sua fase de testes domésticos em maio de 2019, quando poderia ser usado fora do ambiente de laboratório. Está previsto para testes públicos no final do ano e uma estreia na E3 2019.
O xCloud é executado nos 54 centros de computação em nuvem Azure da Microsoft, hospedados em 140 países. O serviço foi projetado para funcionar em smartphones, com controles por tela sensível ao toque ou com um controle Xbox via Bluetooth. A Microsoft disse que sua biblioteca de conteúdo do Xbox tornará seu serviço mais atraente do que concorrentes como o Stadia.
As avaliações do serviço começaram em outubro de 2019 e, a partir de novembro de 2019, o serviço hospeda 50 jogos, com suporte nos testes para dispositivos móveis iOS da Apple e para os controles DualShock da Sony Interactive Entertainment.